# 山頂醫院總站
山頂醫院總站（葡萄牙語：Hospital S. Januário / Terminal）位於澳門若憲馬路，鄰近山頂醫院的一個終點站。澳巴H1路線以本站為終點站；澳巴6B路線途經本站。

## 沿革
- 因山頂醫院地理位置問題，缺乏交通，又沒有專門巴士線到達。在愕斜巷升降機建成前，若乘搭6或28C路線巴士，只能在東望洋新街下車，再沿石梯步行前往，相當不便。因此坊間一直希望在醫院範圍增設巴士站，方便居民。

## 歷史
- 2006年9月3日，配合H1路線投入服務，本站啟用。

- 2015年1月31日，為配合“焯公亭步行系統”第三區行人隧道工程動工，本站暫停使用。[1]

- 2016年7月1日，本站恢復使用。

- 2017年2月27日，H3路線新增停靠本站。[2]

- 2018年3月15日至4月8日，因加思欄新馬路進行接駁街渠，鋪設水管、電纜及管道工程，本站暫停使用。

- 2021年4月17日至5月28日，因加思欄新馬路進行接駁街渠，鋪設水管、電纜及管道工程，本站再次暫停使用。

- 2022年5月28日，H3路線調整行程，取消停靠本站。[3]

## 設施
- 候車亭。

## 路線資料

### 終點站路線資料
| 澳巴 | H1 | 山頂醫院 | ↺ 水坑尾 | - 公共衛生專科大樓及急診大樓 - 得勝斜路及東望洋斜巷（皇都酒店、塔石體育館） |

### 中途站路線資料
| 澳巴 | 6B | ↺ 山頂醫院 | 媽閣 輕軌媽閣站 媽閣交通樞紐 | - 公共衛生專科大樓 - 羅理基（治安警察局） - 亞馬喇前地 - 南灣（新八佰伴、南灣湖） | 星期日及強制性假期停駛 |

## 鄰近公共運輸站
M150 得勝斜路（Calçada da Vitória）
路線：6A、28C、H1
M151 山頂醫院急診大樓（Urgências do Hospital S. Januário）
路線：6A、6B、28C、H1、H2、H3

## 外部連結
- 澳巴官方網站 （繁體中文） （页面存档备份，存于）